# George Lambert (2e vicomte Lambert)
Pour les articles homonymes, voir George Lambert (homonymie) et Lambert.
George Lambert, 2e vicomte Lambert, (27 novembre 1909-24 mai 1989) est un homme politique britannique. 

## Jeunesse
Lambert est le fils aîné d'un député du Devon, George Lambert. Il fait ses études à Harrow et au New College, Oxford. Pendant la Seconde Guerre mondiale, il est nommé officier des Royal Engineers, puis transféré à la Royal Artillery en 1940. Il est devenu lieutenant-colonel et officier de liaison du War Office, visitant les commandements de la Méditerranée, de l'Inde et de l'Asie du Sud-Est. 

## Carrière politique
Au Parlement, Lambert s'occupe des questions agricoles. Après près de cinquante ans au Parlement, George Lambert senior ne se représente pas aux élections générales de 1945 et est créé vicomte Lambert. Son fils se présente avec succès comme candidat libéral national dans la circonscription de son père, South Molton. En 1950, la circonscription est abolie et remplacée par Torrington, où Lambert est élu jusqu'à la mort de son père en 1958, date à laquelle il rejoint la Chambre des lords. Cela déclenche l'élection partielle de Torrington en 1958 et le premier gain lors des élections partielles du Parti libéral en près de trente ans. 

## Vie privée
Il épouse Patricia (Patsy) Quinn en 1939. Quinn qui est anglo-irlandaise, fait ses études au Sacred Heart Convent à Roehampton où elle partage une chambre avec Vivien Leigh et elles sont devenus des amies pour la vie; elle est demoiselle d'honneur à son premier mariage. 
Lambert et sa femme ont un fils, George, décédé en 1970 dans un accident de voiture et une fille Louise, qui épouse Peter Gibbings, président du Guardian de 1973 à 1988 et de la Radio Authority. Lady Gibbings travaille dans le secteur bénévole en soutenant des programmes de mentorat et de visite en prison. Elle est administratrice du Forward Trust. 
Lambert vend le domaine familial du Devon dans les années 1970 et déménage en Suisse où il est décédé en 1989. Patsy, vicomtesse Lambert, est décédée en 1991. 
Son frère Michael, qui vivait près de Sienne, hérite du titre, mais il est décédé sans descendance en 1999 et le titre s'est éteint. 